# El falcó i la fletxa
El falcó i la fletxa (títol original en anglès The Flame and the Arrow) és una pel·lícula estatunidenca dirigida per Jacques Tourneur i estrenada l'any 1950.	

## Repartiment
- Aline MacMahon: Nonna Bartoli
- Burt Lancaster: Dardo Bartoli
- Francis Pierlot: Papa Pietro Bartoli
- Frank Allenby: Comte Ulrich, el Falcó
- Gordon Gebert: Rudi Bartoli
- Lynn Baggett: Francesca
- Nick Cravat: Piccolo
- Norman Lloyd: Apollo, el trobador
- Robert Douglas: Marquès Alessandro de Granazia
- Robin Hughes: Escorxador
- Victor Kilian: Apotecari Mazzoni
- Virginia Mayo: Anne de Hesse